# إصلاحات نظم الرعاية الاجتماعية
اصلاحات الرعاية الاجتماعية هي تغييرات في تشغيل نظام رعاية اجتماعية معين، ومن اهدافها الحد من عدد الأفراد المعتمدين على المساعدة الحكومية، والحفاظ على أنظمة الرعاية الاجتماعية في متناول اليد، ومساعدة المستفيدين ليصبحوا مكتفيين ذاتيا. ويجادل كل من الليبراليين الكلاسيكيين والتحرريين والمحافظين عمومًا بأن الرعاية الاجتماعية وغيرها من الخدمات الممولة من الضرائب تقلل من الحوافز للعمل، وتفاقم مشكلة المنتفعين بالمجان، وتزيد من حدة الفقر. وعلي الصعيد الآخر، ينتقد الاشتراكيون عموما إصلاح الرعاية الاجتماعية لأنه عادة ما يقلل من شبكة الأمان العامة ويعزز النظام الاقتصادي الرأسمالي. يتم مناقشة إصلاح نظام الرعاية الاجتماعية باستمرار بسبب الآراء المتباينة حول التوازن الذي تقرره الحكومة في توفير مزايا الرعاية الاجتماعية المضمونة وتعزيز الاكتفاء الذاتي

## نظرة عامة
وفي خلال العقدين الماضيين، كانت أنظمة الرعاية الاجتماعية تحت رقابة شديدة في جميع أنحاء العالم. وقد أدت التغيرات الديموغرافية مثل «طفرة المواليد» بعد الحرب والتي أعقبها «انهيار المواليد»، بجانب التحولات الاقتصادية مثل الصدمات النفطية لعام 1970، إلى شيخوخة السكان وتضاؤل القوة العاملة. وفي المقابل، أصبح هناك اعتماد متزايد على أنظمة الرعاية الاجتماعية، وهذا حتما ما أثار مسألة إصلاح الرعاية الاجتماعية. ركزت أنظمة الولايات المتحدة في المقام الأول على الحد من حاجة الوالدين الوحيدين الفقراء إلى الرعاية الاجتماعية، من خلال حوافز التوظيف. كما ركزت المملكة المتحدة في المقام الأول على الحد من البطالة العامة من خلال الصفقة الجديدة. وشددت هولندا على إصلاح برامج الإعاقة، وركزت أمريكا اللاتينية في المقام الأول على إصلاحات المعاشات التقاعدية.
وكان المستشار الألماني أوتو فون بسمارك أحد السياسيين الذين حاولوا وضع حد للاشتراكية من خلال اقتراح الرعاية الصحية الحكومية. ووافق على قانون التأمين الصحي لعام 1883 الذي كان أول ما أدخل التأمين الصحي الإلزامي الذي تراقبه الحكومة. ويكفل التشريع الألماني استحقاقات التقاعد والعجز القائمة علي الاشتراكات. وأصبحت المشاركة إلزامية. يتتبع مؤرخون كثيرون بدايات الرفاهية المعاصرة في أوروبا وأمريكا إلى قانون بسمارك للتأمين الصحي. وفي الولايات المتحدة، ساهم الكساد العظيم وانهيار سوق الأوراق المالية عام 1929 بشكل كبير في تشكيل مفهوم الرفاهية حيث كافح العديد من الأمريكيين اقتصاديًا خلال تلك الأوقات.

### الولايات المتحدة
في عام 1964، قدم الرئيس ليندون جونسون مجموعة من التشريعات والتي تعرف باسم الحرب على الفقر وذلك استجابةً لمعدل زيادة الفقر إلي 20٪. ولقد أسس مجموعة من البرامج مثل برنامج الأمن الاجتماعي، وبرامج الرعاية الغذائية، فود ستامبس، جوب كوربس، وهيد ستارت. وتتضمن الحرب على الفقر بعضا من البرامج الفيدرالية مثل Medicare (برنامج التأمين الصحي) و Medicaid (برنامج لدفع التكاليف الطبية)، واللذان يمدان كلا من كبار السن ومحدودي الدخل والمحرومين بتأمين صحي كامل. إضافة إلي ذلك فقد بدأت الحكومة الأمريكية بتوفير مساعدات مباشرة للمقاطعات إلي المدارس، ونجحت في حماية البيئة حماية شاملة، ووضعت لتجديد الحضرة، وعززت حماية الحقوق المدنية، وتوسعت الحكومة في تمويل الفنون والعلوم الإنسانية.
اقترحت إدارة الرئيس ريتشارد نيكسون برنامج 1969 لمساعدة الأسرة،  والذي يشرط العمل لجميع متلقي الرعاية باستثناء الأمهات اللاتي لديهن أطفالا أقل من ثلاث سنوات. ولكن في عام 1972 حذف هذا الطلب وسط انتقادات من الليبراليين (المتحررين) وذلك لأن هذا البرنامج يوفر دعما قليلا للغاية ولديه أيضا متطلبات صارمة فيما يتعلق بالعمل. ولقد أشرفت إدارة نيكسون علي استمرار التوسع في برامج الرعاية الكبري.
في عام 1981، قطع الرئيس رونالد ريغان المساعدات لأسر الأطفال ذوي الإعالة (AFDC) ولديهم القدرة علي الإنفاق  كما سمحت الدولة لمتلقي الرعاية الاجتماعية للمشاركة في برامج العمل. جادل تشارلز موراي في كتابه فقدان الأرض: سياسة المجتمع الأمريكي Losing Ground : American Social Policy، 1950–1980 (1984) عن رعاية الدولة والتي في الحقيقة تعود بالضرر علي الفقراء، وخاصة أسر الآباء العزاب، وذلك بزيادة الاعتماد على الحكومة، وعدم تشجيعهم علي العمل. واقترح موراي استبدال البرامج المحلية اقصيرة المدي ببرامج الرعاية الحالية.

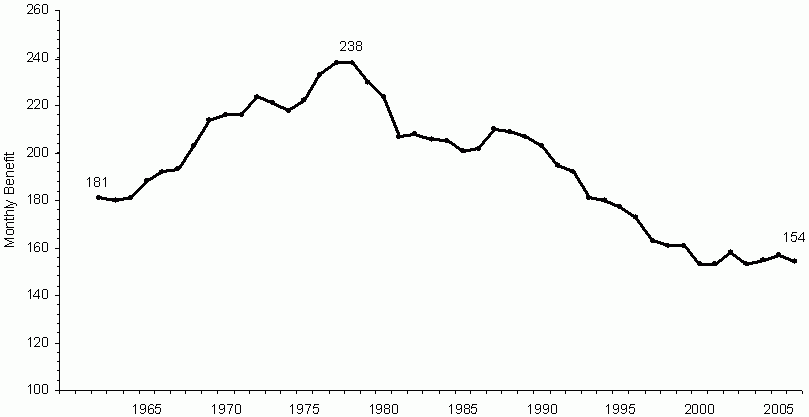
الانخفاض العام في الاستحقاقات الشهرية للرعاية الاجتماعية (بدولارات 2006)

ولقد تعهد بيل كلينتون في حملته عام 1992 بنهاية الرعاية لأننا توصلنا لمعرفتها ".
وقد أنشئ قانون المسؤولية الشخصية وفرص العمل كرد على الإخفاقات الملحوظة في برنامج مساعدة الأسر التي لديها أطفال معالون  AFDC. بدأت المخاوف بشأن برنامج ماعدة الأسر التي لديها أطفال معالون في ستينيات القرن العشرين، في نفس الوقت الذي كانت فيه حلول حول مكافحة الفقر وبرامجه قيد المناقشة والإنشاء. وتضمنت هذه المخاوف ما يلي: التسبب في اضطراب الأسرة بين الفقراء (خاصة بين الأسر السوداء الفقيرة نتيجة لتقرير موينيهان)، وتثبيط الزواج وتشجيع الأمومة العازبة، وتثبيط عزيمة النساء الفقيرات عن البحث عن عمل من خلال تشجيع الاعتماد على مساعدة الحكومة. . ونشأت مخاوف الثمانينيات بشأن الميزانية وزيادة الإنفاق على الرعاية الاجتماعية أيضا مع نمو عبء قضايا برنامج مساعدة الأسر التي لديها أطفال معالون. ونتج عن المخاوف بشأن متطلبات الرعاية الاجتماعية الاحتيالية والتبعية وسوء استخدام المتلقيين للنموذج النمطي لـ «ملكة الرعاية الاجتماعية». وأدى تزايد القلق العام بشأن الولادات خارج إطار الزواج وحمل المراهقات أيضًا بين أواخر الثمانينات وأوائل التسعينات إلى تأجج الخوف تجاه برنامج مساعدة الأسر التي لديها أطفال معالون. وبالرغم من المخاوف العامة والسياسية، «أوضح علماء الاجتماع ومحللو الفقر والإثنوغرافيون أن برنامج مساعدة الأسر التي لديها أطفال معالون نفسه له تأثير ضئيلً على قرارات المرأة الخاصة بالزواج والإنجاب، وكان هذا البرنامج بالنسبة لمعظم المستفيدين بمثابة تكملة للدخل أو مصدر مؤقت للدعم بين فترات العمل.» 
بالإضافة إلى التصور العام والسياسي للرعاية الاجتماعية، فمن المهم أيضًا لإصلاح الرعاية الاجتماعية التغيير الجذري في مشاركة المرأة في سوق العمل منذ سن لجنة التنسيق الاجتماعية لأول مرة. وبحلول التسعينيات، كان من الشائع أن تنخرط النساء في العمل المأجور، وساهم هذا التغيير في أن يطلب من النساء اللاتي يتلقين الرعاية الاجتماعية العمل خارج المنزل. كما تغير السياق الاقتصادي والاجتماعي لسوق العمل. فقد انخفضت علي مدي العقود الوظائف التي توفر أجرًا ثابتًا وملائما لعيش الأسرة، كما أدى نمو وتوسع سوق العمل ذات الأجور المنخفضة إلى خلق فرص عمل لا توفر سوى قدر قليل من الأمن الاقتصادي أو فرصة للحراك الاقتصادي التصاعدي. أعطت فكرة نهج «العمل أولاً» لمتطلبات العمل الأولوية لجذب المتلقين للدخول بسرعة إلى سوق العمل، مع عرض برامج عمل تركز على الاستعداد الوظيفي والتعيين الفوري في أول وظيفة متاحة. إن هذه المخاوف المتعلقة بشأن النساء اللاتي يتلقين المساعدة الإنمائية للإغاثة والأعمال وتأثير البرنامج على الزواج والأمومة، فضلاً عن زيادة الطلب على العمال ذوي الأجور والمهارات المنخفضة في سوق العمل وتوقع مشاركة النساء في سوق العمل. يوفر الإطار لقانون إصلاح الرعاية الاجتماعية لعام 1996.
أنهى قانون المسؤولية الشخصية وفرص العمل لعام 1996  برنامج مساعدة الأسر التي لديها أطفال معالون واستبدله بالمساعدة المؤقتة للأسر المحتاجة.  إن التغيير الأكثر أهمية من برنامج مساعدة الأسر التي لديها أطفال معالون إلى برنامج المساعدة المؤقتة للأسر المحتاجة هو نهاية الحق الفردي للأسرالفقيرة في الحصول على المساعدات الفيدرالية وهذا يعني أنه لا يمكن لأحد "تقديم مطالبة قابلة للتنفيذ قانونًا للحصول على مساعدة لمجرد أن فقيرًا

### المملكة المتحدة

#### صفقة جديدة
وفي السنوات الأخيرة، بدأ إصلاح نظام الرعاية الاجتماعية في بريطانيا بإدخال برنامج الصفقة الجديدة  الذي قدمته حكومة حزب العمال في عام 1997. وكان الهدف من هذا البرنامج هو زيادة العمالة من خلال مطالبة المستفيدين ببذل جهود جادة للبحث عن عمل. كما أدخل حزب العمل نظاما للإعفاءات الضريبية للعمال ذوي الدخل المنخفض.

#### قانون إصلاح الرعاية الاجتماعية لعام 2007
وينص قانون إصلاح الرعاية الاجتماعية لعام 2007 على «بدل العمل والدعم، علاوة على بدل علي أساس الدخل». وتمثلت أهداف قانون إصلاح الرعاية الاجتماعية لعام 2007 في زيادة معدل العمالة إلى 80٪ من 75٪، ومساعدة 300000 من الآباء الوحيدين في العثور على عمل، وزيادة عدد العمال الذين تزيد أعمارهم عن 50 عاما بمقدار مليون شخص، وخفض عدد الأشخاص الذين يطالبون باستحقاقات العجز بمقدار مليوني شخص

#### قانون إصلاح نظام الرعاية لعام 2009
اقترح إصلاح الرعاية الاجتماعية هذا زيادة المسؤولية الشخصية داخل نظام الرعاية وألغى الإصلاح دعم الدخل وخصص أموالا لبدل الباحثين عن عمل لتشجيع العمالة. وقد شجعت أيضا على زيادة المسؤولية الأبوية من خلال تعديل قوانين إعالة الطفل، واشتراط تسجيل الولادات بصورة مشتركة بين كلا الوالدين.

#### قانون إصلاح الرعاية الاجتماعية لعام 2012
يقترح الإصلاح الترفيهي تغييرات لمصلحة الإسكان، والذي قلل من المزايا المدفوعة للمستفيدين المعتمدين على حجم مكان معيشتهم. حصل هذا القانون على وسائل الإعلام. وذكر أنه على الرغم من إصلاحات الرعاية الاجتماعية الأخرى، فإن هذا القانون سيقلل من الاعتماد على الرعاية الاجتماعية.

### فرنسا
ابتداءً من منتصف السبعينيات، بدأ يظهر عجز في برنامج التأمين الاجتماعي. وبدأ العجز يشهد ذروته عند 27.75٪، عادت للإنفاق في برنامج الإصلاح الاجتماعي وبحلول نهاية الستينات كان العجز قد تم القضاء عليه بالكامل تقريبا، معارضة البرنامج لا تزاللاكما هي.
في فبراير 2020، تم اعتماد إصلاح شامل للمعاشات التقاعدية بمرسوم باستخدام المادة 49 من الدستور الفرنسي.

### البرازيل
خلال الأزمة الاقتصادية البرازيلية 2015-2018 ، كان هناك اضطراب اقتصادي وسياسي. سعى الرئيس ديلما روسيف، التي تم الذي أنشأه سلفها لويسBolsa Família عزلها وحل محلها الرئيس ميشيل تامر جاهدا لتوسيع برنامج الرعاية الاجتماعية إيناسيو لولا دا سيلفا. بصفته ديمقراطيًا اجتماعيًا، تعهدت روسيف بأن «البرازيل ستستمر في النمو، مع الإدماج الاجتماعي والتنقل». نظام معاشات الضمان الاجتماعي. تضمنت خطة تامر الحد من استحقاقات التقاعد ورفع سن التقاعد من أجل توفير المال وإصلاح الاقتصاد. بالإضافة إلى ذلك، بموجب إصلاحاته، تتمتع الشركات بسلطة أكبر لطلب أيام عمل أطول واستخدام عمال بدوام جزئي. ردا علي هذا الإصلاح، نظمت النقابات العمالية والعمال الريفيون والموظفون الحكوميون احتجاجات في جميع أنحاء البرازيل. تم تعليق التصويت للموافقة على إصلاح نظام التقاعد لأول مرة حتى فبراير 2018، والآن تم تأجيله مرة أخرى كقضية انتخابية في انتخابات هذا العام. يعتقد منتقدو تامر أن سبب الإصلاح المؤجل هو الرفض الشعبي الواسع له.